# Spitalkirche St. Katharina (Aschaffenburg)

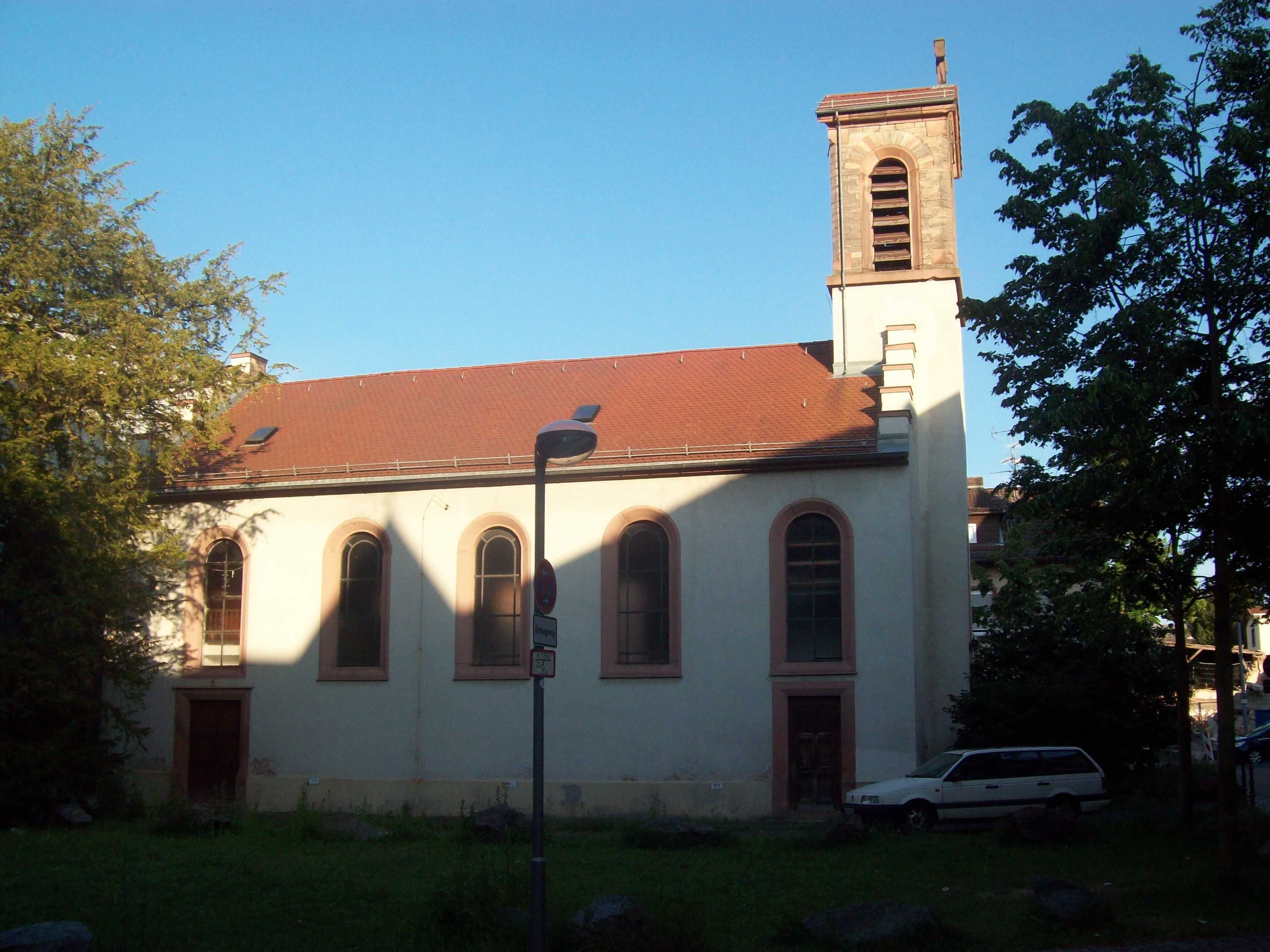
Spitalkirche St. Katharina (am alten Krankenhaus) 2012

Die Spitalkirche St. Katharina wurde 1848 als Saalkirche in romanisch-klassizistischem Stil erbaut. Heute feiert die Rumänisch-Orthodoxe Pfarrei Darstellung des Herrn Aschaffenburg dort ihre Gottesdienste.

## Geschichte
Das alte Krankenhaus an der Lamprechtstraße, dessen Grundstein für eine „neue Kranken- und Wohltätigkeitsanstalt“ am 27. Mai 1824 gelegt wurde, wurde in seiner fast 200-jährigen Geschichte immer wieder umgebaut und baulich verändert.
Das Hauptgebäude entstand als hufeisenförmiger Bau an der Wermbachstraße. Architekt und Bauleiter Landbauinspektor Wolfgang Streiter entwarf einen schlichten zweigeschossigen Bau mit sparsam und dennoch dekorativ eingesetzten klassizistischen Elementen. Im ersten Obergeschoss befand sich ein Betsaal, der nach Überzeugung einer angesehenen Aschaffenburger Bürgersfrau „als unzureichend für die Förderung des Seelenwohls“ galt. Am 4. September 1846 informierte Magistratsrat Fidel von Baur-Breitenfeld den Magistrat, dass Juliane Betz, geb. Eisenberger, die Witwe des Kaufmanns Andreas Betz, 3000 Gulden stiftete zum Bau einer Krankenhauskapelle. An diese Spende knüpfte sie drei Bedingungen:

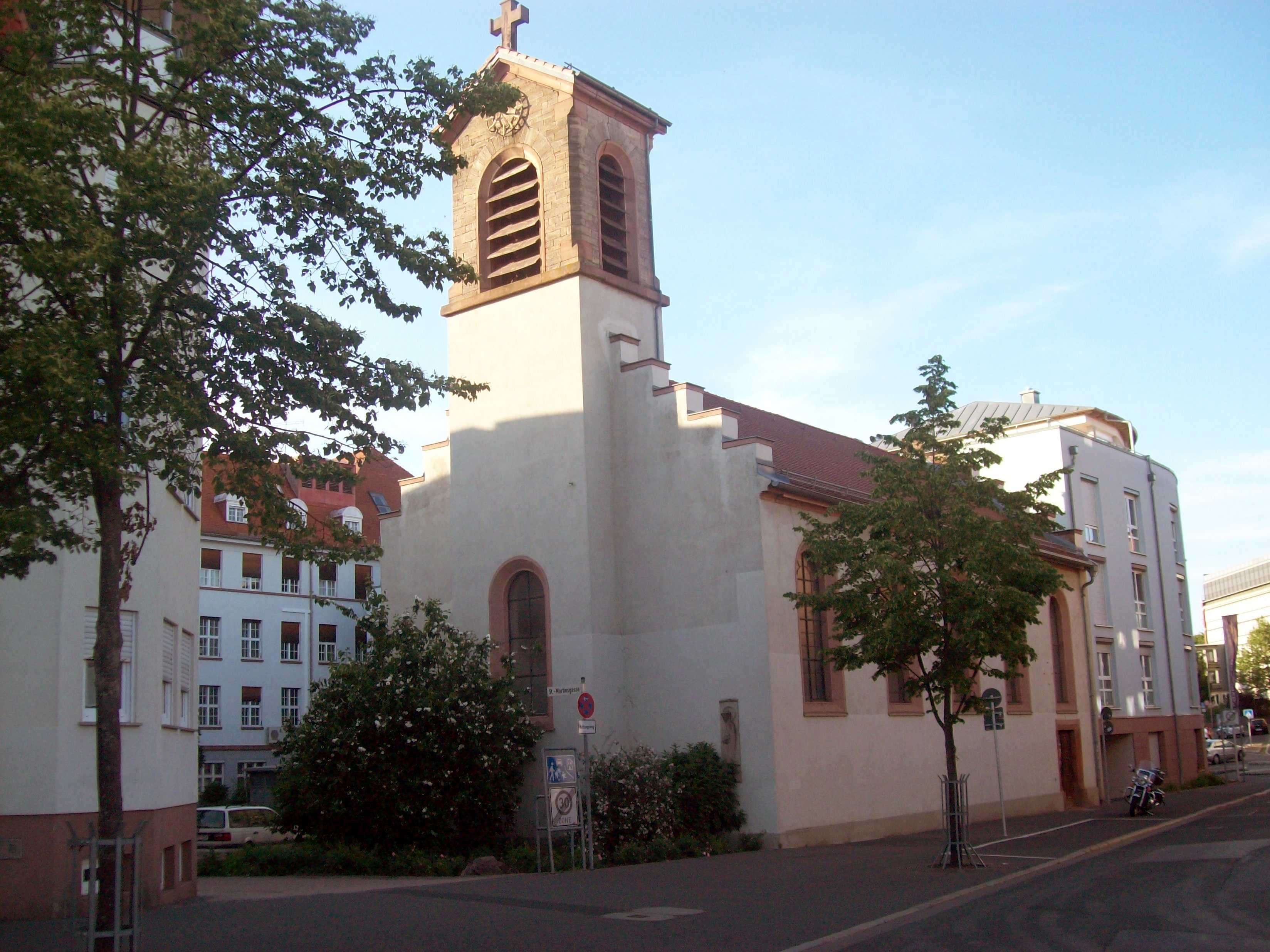
Turm, Uhr, Elisabethrelief, im Hintergrund das ehemalige Städt. Krankenhaus

1. Die Stadt Aschaffenburg müsse die Restfinanzierung von 950 Gulden innerhalb eines Jahres leisten damit mit dem Bau noch 1847 begonnen werden konnte.
2. Ihr Name dürfe nie im Zusammenhang mit dieser Spende genannt werden.
3. An einigen Gedanktagen sollten „Zu ewigen Zeiten“ Seelenmessen für sie und ihre Angehörigen gelesen werden.[1]

1848 war die Kapelle vollendet, allerdings mussten die Beteiligten nochmals Geld zur Verfügung stellen. Auch Seine Majestät der König spendete 200 fl. Es entstand ein Saalbau im Stil der beginnenden Neuromanik, in Verlängerung des südlichen Seitenflügels an der Lamprechtstraße. Die Seitenfassaden haben fünf halbrund geschlossene Fenster, Kapelle und Turm mit Satteldach. 1870 verfügte der Stadtmagistrat, dass die Uhr des kurz vorher abgetragenen Herstalltores in den Turm der Spitalkapelle eingebaut werden solle. Im Westgiebel ist heute als Rest einer kriegszerstörten Eingangsanlage ein von Otto Gentil geschaffenes Relief der Hl. Elisabeth von Thüringen eingelassen.

## Krankenhauskapelle
Die Kapelle der Kath. Kuratie am Städtischen Krankenhaus diente hauptsächlich als Rückzugsort zur Verrichtung der täglichen Gebete der 1837 hierher entsandten Barmherzige Schwestern vom hl. Vinzenz von Paul vom Mutterhaus in München. Auf Drängen König Ludwigs I. von Bayern kamen am 19. November 1837 Oberin Ignatia Jorth und vier Schwestern zur Unterstützung des Pflegepersonals in die Kranken- und Wohltätigkeitsanstalt nach Aschaffenburg. Die Schwestern, nach dem Zweiten Weltkrieg bis zu 60 Ordensfrauen, haben ihren aufopferungsvollen Dienst verrichtet. Sie haben sich unvergessliche Beliebtheit erworben, da ihre stille bescheidene, gütige und zuverlässige Art im Umgang mit den Kranken beispiellos war, bis sie auf den Tag genau am 19. November 1969 nach 132 Jahren in ihr Mutterhaus nach München zurückgerufen wurden.
Nach dem Umzug in das neue „Klinikum am Hasenkopf“ 1989 hatten die Aschaffenburger Krippenfreunde eV. hier ihre Unterkunft mit Ausstellungsraum gefunden.
Seit 1997 feiert die Rumänisch-Orthodoxe Kirchengemeinde „Darstellung des Herrn“ unter Priester Costel Habelea aus Würzburg alle zweiten Sonntage im Monat dort ihre Gottesdienste.

## Kirchenumbau
Im Jahr 2015 begannen Pfarrer Ghelasie und die Gläubigen die Kirche in einen byzantinischen Stil umzubauen. Sie skulptierten einen Ikonostase aus Holz, installierten 8 Kronleuchter und bemalten den Innenraum der Kirche. Zusätzlich renovierten sie den Boden, erneuerten die alten Kirchenbänke mit neueren skulptierten Stühlen und statteten die Kirche mit neuen heilige Gefäße aus. All dies und vieles mehr war nötig, damit ein Gottesdienst nach orthodoxer Tradition durchführbar ist.

## Ausstattung
Aus einem Nachlass erhielten die Schwestern des Spitals 1833 eine 1,20 m hohe spätgotische Madonnenfigur (Maria mit Jesuskind) aus der Schule Tilman Riemenschneiders geschnitzt am Anfang des 16. Jahrhunderts. Im Dreißigjährigen Krieg soll die Figur durch den Säbelhieb eines schwedischen Soldaten an der Stirn beschädigt worden sein. In Anbetracht der künstlerischen Bedeutung wurde die Figur ins Museum verbracht.

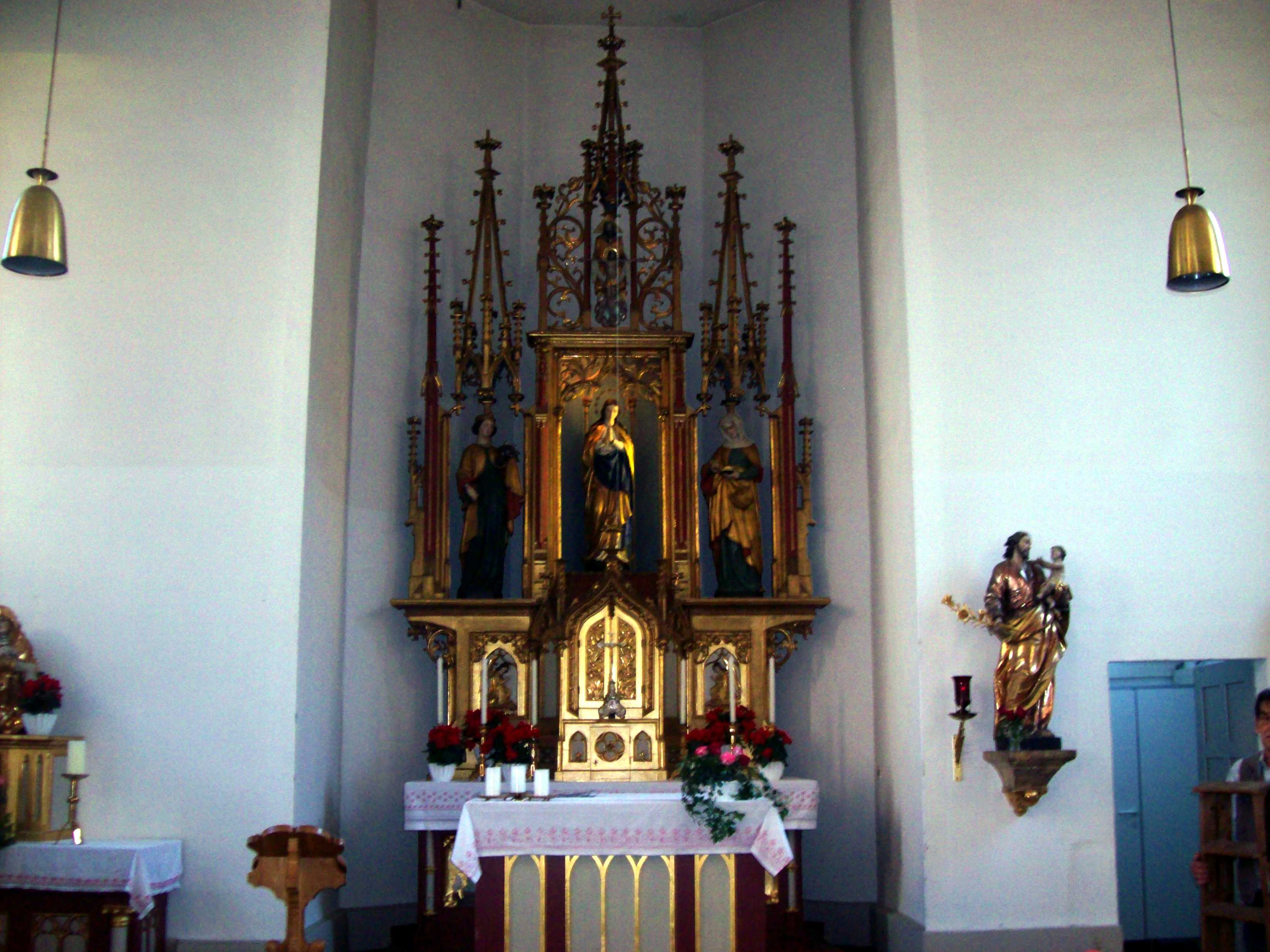
Hochaltar von 1869

1869 wird die Kapelle restauriert. Unter Leitung und nach den Entwürfen des Lehrers für Linearzeichnen an der Gewerbeschule Aschaffenburg Anton Niedling werden Altäre, Figuren, Bestuhlung, Empore und Fußboden erneuert. Den neugotischen holzgeschnitzten Hochaltar zieren drei Figuren in der Mitte Maria Immaculata, flankiert von den Kirchenpatronen, die Hl. Katharina von Alexandrien und die Hl. Elisabeth von Thüringen. Über der Mensa in der Mitte der Tabernakel mit Expositorium (Ausstellung der Monstranz), seitlich 2 Engel und im Gesprenge ein Gnadenstuhl. Bei der letzten Renovierung erhielt der Hochaltar seine ursprüngliche farbige Fassung zurück und es wurde ein vom Hauptaltar abgesetzter Volksaltar zur Zelebration versus populo neu geschaffen und aufgestellt.

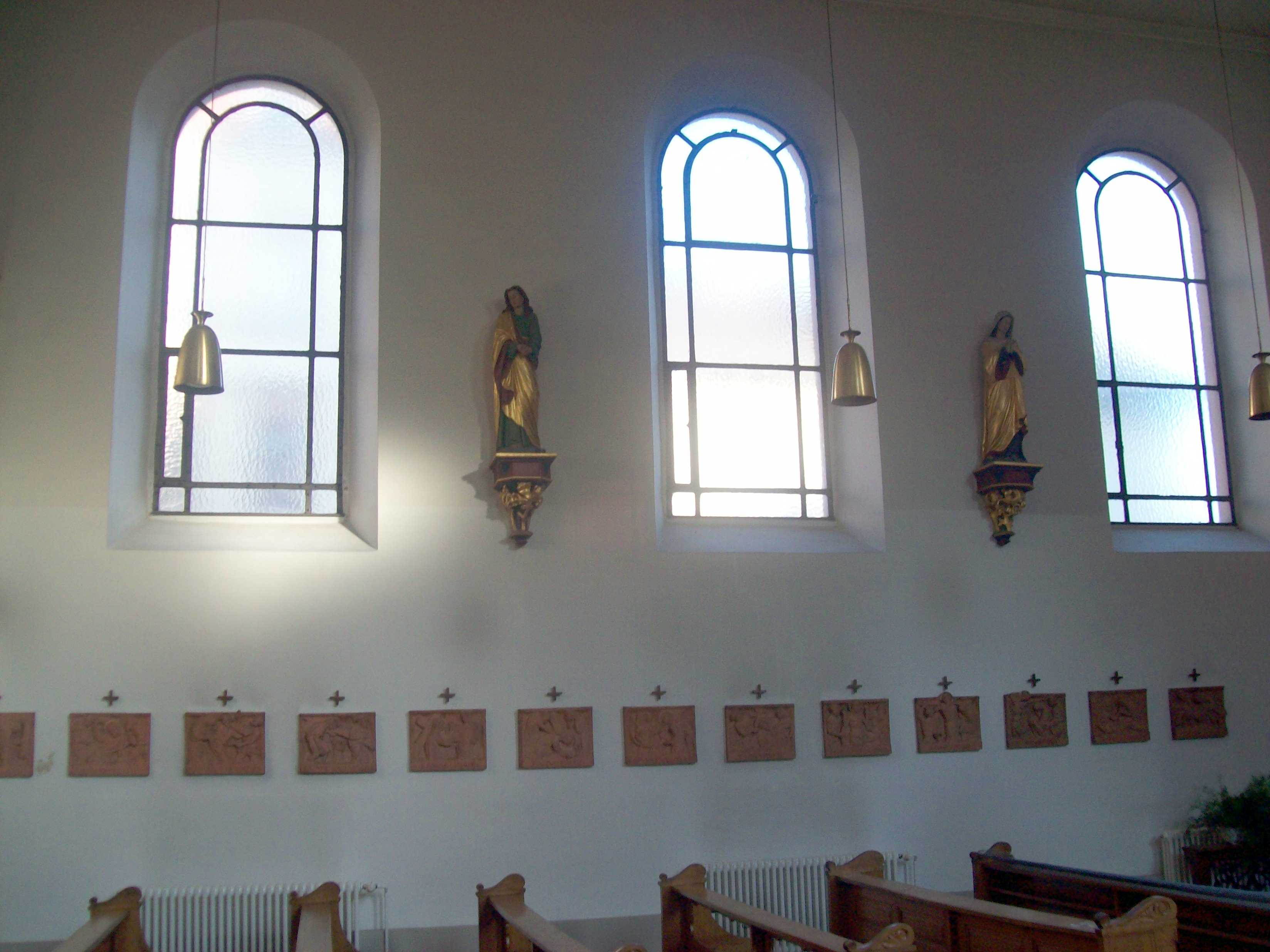
Kreuzweg von L.Sonnleitner 1931

Den Kreuzweg (14 Plastiken in Terrakotta ausgeführt) an der Südwand schuf 1931 der Würzburger Bildhauermeister Ludwig Sonnleitner (1878–1947). Die Plastiken sind Halbfiguren, die Darstellung geweils auf drei Personen beschränkt, in lebendig erzählender Form, in rötlichem Ton und in fortlaufender Reihe eingemauert. Das Leid, in seiner ganzen Schwere verkörpert in der Gestalt des Heilandes, aber auch das Gott zugewandte Ertragen des Leidens, das die Stationen ausprägen, vermittelt den Kranken, den Schwestern in ihrem schweren Beruf und all den frommen Betern Trost und Kraft.

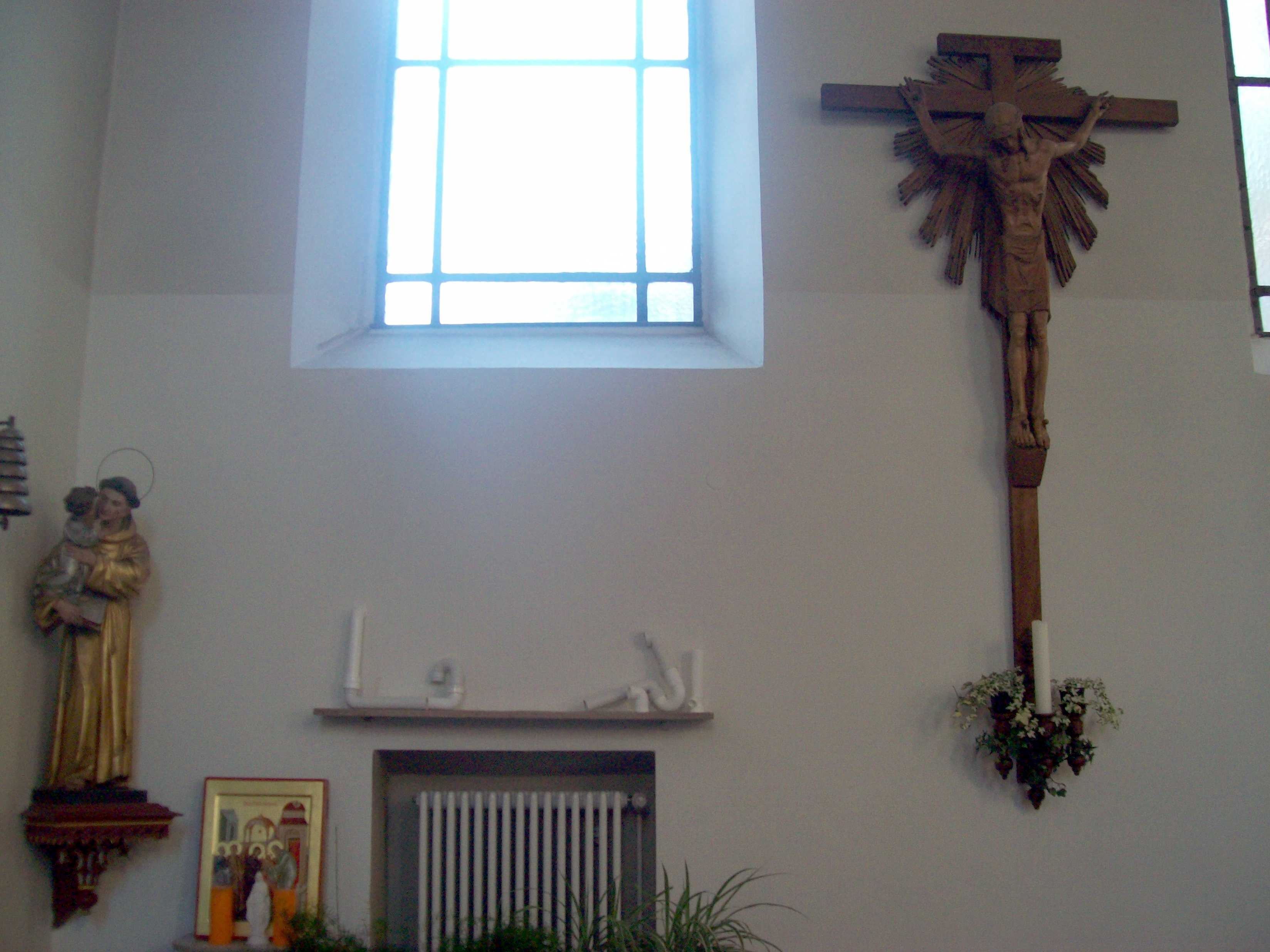
Viernagel-Kruzifixus von L.Sonnleitner 1931

Ebenfalls von Sonnleitner stammt der an der Nordwand hängenden holzgeschnitzten Kruzifixus aus dem gleichen Jahr. Das Kreuz 2,60 m und der Korpus 1,20 m, ein sogenanntes Viernagel-Kruzifix (Christus auf einem Postament stehend – Füße nicht gekreuzt) verweist auf eine romanische und gotische Stilepoche, der schmale Körper mit den zerbrechlich wirkenden, stark angewinkelten Armen erinnert an den leidenden Christus der Pestkreuze des 14. Jahrhunderts.

## Orgel

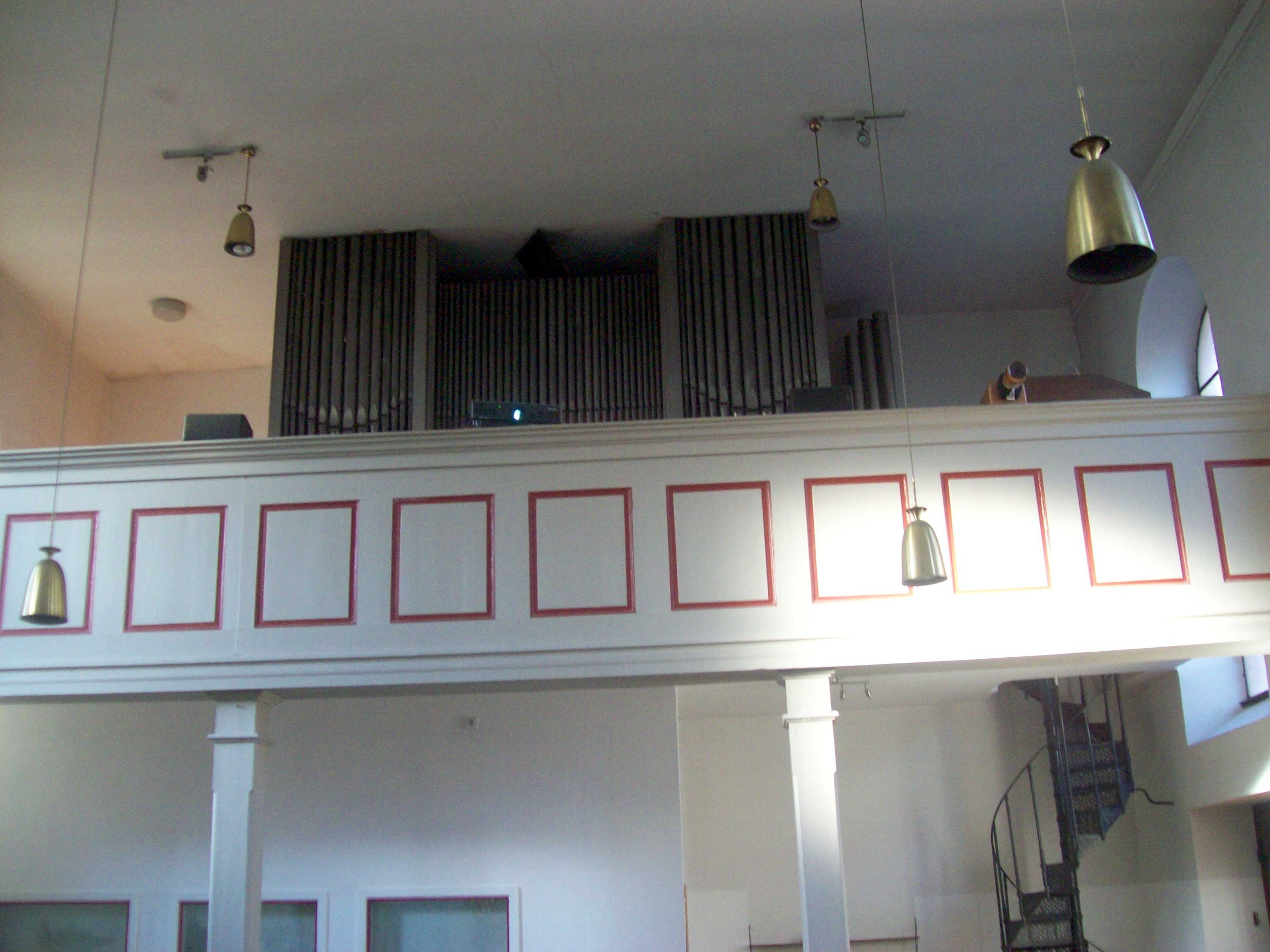
Orgelprospekt

Die erste Orgel mit nur zwölf Registern kam 1854 aus der Stiftskirche. 1862 lieferte der Orgelbauer Josef Zahn eine neue Orgel, sie wurde 1896 nach Keilberg verkauft. Die dritte Orgel wurde 1896 von Bruno Müller gebaut und 1934 nach Sennfeld bei Schweinfurt verkauft und in der dortigen neu erbauten katholischen Kirche aufgestellt. Die vierte Orgel 1934 stammte von Leopold King aus der Firma Flügel- und Pianofortefabrik Philipps – Bülow – Arnold (Aschaffenburg). Der Prospekt ist dreiteilig, die Seitenfelder mit Lisenen gerahmt, das breite Mittelfeld etwas zurückgesetzt und ohne Rahmung. Alle Prospektpfeifen gleich lang, reichen (wie abgeschnitten) bis zur Decke.